# Teror
Teror település Spanyolországban, Las Palmas tartományban. Teror Las Palmas de Gran Canaria, Arucas, Firgas, Valleseco, Vega de San Mateo és Santa Brígida községekkel határos. Lakosainak száma 12 878 fő (2024).

## Népesség
A település népessége az elmúlt években az alábbi módon változott:
| Lakosok száma | 12 144 | 12 281 | 12 290 | 12 926 | 12 830 | 12 606 | 12 424 | 12 519 | 12 667 | 12 878 |
|               | 2001   | 2004   | 2007   | 2009   | 2012   | 2014   | 2017   | 2019   | 2022   | 2024   |